# Vanna White
Vanna White (születési nevén Vanna Marie Rosich; North Myrtle Beach, Dél-Karolina, 1957. február 18. –) amerikai televíziós személyiség, 1982 óta a Wheel of Fortune (Szerencsekerék) társ-műsorvezetője.

## Élete
1957. február 18-án született a North Myrtle Beach közelében található Horry megyében, Joan Marie (Nicholas) és Miguel Angel Rosich lányaként. Szülei elváltak, amikor még csecsemő volt, és édesanyja, Joan, illetve mostohaapja, Herbert White Jr. nevelte fel North Myrtle Beachen. White a nevelőapja nevét vette fel, aki korábban ingatlanközvetítő volt. A középiskola elvégzése után White a Georgia állambeli Atlantába költözött, ahol az Atlanta School of Fashion and Designba járt, és modellként dolgozott. 1979-ben Los Angelesbe költözött, hogy színészi karriert folytasson. 1980 nyarát Dél-Karolinában töltötte, hogy meglátogassa édesanyját, aki petefészekrákban haldoklott.

## Pereskedés
1993-ban White beperelte a Samsung Electronics céget egy olyan reklám használata miatt, amelyben egy betűket váltogató robot szerepelt egy vetélkedőben, azt állítva, hogy megsértette személyiségi jogait. A Samsung számára kedvező alacsonyabb szintű bírósági döntését az Egyesült Államok Kilencedik Kerületi Bírósága megváltoztatta, és elutasította az újratárgyalást, Alex Kozinski bíró pedig ellenvéleményt nyilvánított. Az Egyesült Államok Legfelsőbb Bírósága elutasította az ügyet. Az esküdtszék végül 403.000 dollár kártérítést ítélt meg White-nak.

## Kiadványok
- Vanna Speaks. New York: Warner Books (1987. március 19.). ISBN 0-446-51366-0